# Брацлавщина
Брацлавщина (укр. Брацлавщина), в литературе встречается название Браславщина — историческая область (край) в восточном Подолье в XIV—XVIII веках.
Занимала территорию современной Винницкой области Украины, а также частично Черкасской, Кировоградской и Одесской областей. Название происходит от города Брацлава, её административного центра.

## История
В 1362 году земли Брацлавщины были захвачены великим князем литовским Ольгердом у древнерусских великих князей. В 1460-х годах на территориальной основе Брацлавщины было создано Брацлавское воеводство, которое после заключения Люблинской унии отошло к Польше. Население Брацлавщины активно участвовало в освободительных восстаниях против польских оккупантов. Среди них стоит отметить Брацлавско-Винницкое восстание, восстания Косинского, Наливайко, Жмайло, Федоровича и Павлюка. В 1648 году на освобождённой от польской шляхты Брацлавщине была создана новая административная единица — Брацлавский полк, казаки которого принимали участие в битвах восстания Хмельницкого.
После заключения Андрусовского перемирия 1667 года, по условиям которого Украина была поделена между Русским царством и Речью Посполитой, Брацлавщина, как и вся Правобережная Украина, отошла Польше. Однако антипольские восстания не утихали. Их возглавляли гетман Пётр Дорошенко, полковники Андрей Абазин и Семён Палий. Последний был предводителем крупного восстания против польской шляхты. Брацлавщина сильно страдала от крымскотатарских набегов и военных походов турок против Речи Посполитой, особенно во второй половине XVII века. В 1712 году после подписания Прутского мирного договора Брацлавский полк был упразднён.
Вследствие второго раздела Речи Посполитой в 1793 году Брацлавщина вошла в состав Российской империи и на её территориальной основе было создано Брацлавское наместничество (Брацлавский, Винницкий, Гайсинский, Тульчинский, Ямпольский, Могилёвский, Махновский, Липовецкий, Пятигорский, Бершадский, Литинский, Хме́льницкий, Сквирский уезды). В 1796 году (1797) после ликвидации наместничеств в России территория Брацлавщины (вместе с Подольским наместничеством) вошла в состав Подольской (большей частью) и Киевской губерний (Пятигорский, Сквирский, Махновский, Липовецкий уезды; последние — ныне Винницкая область).